# MNK Grahorova Zagreb
Malonogometni klub "Grahorova" (MNK Grahorova; Grahorova; Grahorova Zagreb) je bio futsal (malonogometni) klub iz Zagreba. 

## O klubu
MNK "Grahorova" je osnovan 1973. godine, a službeno registriran 1985. godine. 
 
Kao osnivači kluba se navode Mirko Rožman, Dubravko Klement, Zoran Marković, Ivan Fajdetić, Boris Sotošek, Ferdo Pavlić. 
 
Klub je uz "Uspinjaču" bio najuspješniji hrvatski klub 1980.-ih. 
 
Zlatno doba kluba je bilo između 1983. i 1989. godine, kada su dva puta prvaci Jugoslavije, dva puta doprvaci Hrvatske, više puta prvaci Zagreba, pobjednici "Kutije šibica" i raznih turnira u inozemstvo. Od 1974. do 1991. godine klub je osvojio više od četrdeset malonogometnih turnira na području tadašnje Jugoslavije. 
 
Klub je početkom 1990.-ih bio članom "1. HMNL". 
 
Uz naziv "Grahorova", klub je nastupao i kao Bond Street Grahorova, Bond Street, Plamen Grahorova, Grahorova Spektar putovanja, Grahorova - Larasystem,  Grahorova - Sport Line 

## Uspjesi
"Neslužbeno" prvenstvo Jugoslavije
- prvak: 1984., 1987.

Prvenstvo SR Hrvatske
- doprvak: 1988., 1989.

1. HMNL
- 4. mjesto: 1992., 1993.

Prvenstvo Zagreba
- prvaci - "Proljeće": 1984., 1985., 1986., 1992., 1993.
- prvaci - "Jesen": 1983., 1984., 1986., 1987., 1989

Kup Zagreba
- pobjednik: 1985., 1986., 1990.

Turnir "Kutija Šibica"
- pobjednik: 1987
- finalist: 1977., 1989.

Turnir "Kup Sprinta"
- pobjedniK. 1987.

Kup Karlovca
- pobjednik: 1983.

## Plasmani po sezonama
| sezona                      | rang                        | liga                        | poz.                        | klubova u ligi              | ut                          | pob                         | ner                         | por                         | gol+                        | gol-                        | bod                         | doigravanje                 | napomena                    | izvori                      |
| Grahorova Spektar putovanja | Grahorova Spektar putovanja | Grahorova Spektar putovanja | Grahorova Spektar putovanja | Grahorova Spektar putovanja | Grahorova Spektar putovanja | Grahorova Spektar putovanja | Grahorova Spektar putovanja | Grahorova Spektar putovanja | Grahorova Spektar putovanja | Grahorova Spektar putovanja | Grahorova Spektar putovanja | Grahorova Spektar putovanja | Grahorova Spektar putovanja | Grahorova Spektar putovanja |
| --------------------------- | --------------------------- | --------------------------- | --------------------------- | --------------------------- | --------------------------- | --------------------------- | --------------------------- | --------------------------- | --------------------------- | --------------------------- | --------------------------- | --------------------------- | --------------------------- | --------------------------- |
| 1991./92.                   | I.                          | 1. HMNL                     | 4.                          | 12                          | 11                          | 7                           | 1                           | 3                           | 42                          | 25                          | 15                          |                             | igrano turnirski            |                             |
|                             |                             |                             |                             |                             |                             |                             |                             |                             |                             |                             |                             |                             |                             |                             |
| Grahorova - Larasystem      |                             |                             |                             |                             |                             |                             |                             |                             |                             |                             |                             |                             |                             |                             |
| 1992./93.                   | I.                          | 1. HMNL                     | 4.                          | 11 (12)                     | 10                          | 5                           | 3                           | 2                           | 39                          | 30                          | 13                          |                             | igrano turnirski            |                             |
| 1993./94.                   | I.                          | 1. HMNL                     | 9.                          | 11                          | 20                          | 5                           | 5                           | 10                          | 73                          | 85                          | 13 (-2)                     |                             |                             |                             |
|                             |                             |                             |                             |                             |                             |                             |                             |                             |                             |                             |                             |                             |                             |                             |
|                             |                             |                             |                             |                             |                             |                             |                             |                             |                             |                             |                             |                             |                             |                             |

## Poznati igrači
- Stjepan Major, poginuli dozapovjednik 150. brigade HV-a[2]
- Anton Samovojska, sportski novinar[3]

## Vanjske poveznice
- 24sata.hr, Mali, ti buš bil legenda: Švigir prvu Kutiju igrao sa 16 godina, objavljeno 29. 12. 2017., pristupljeno 11. kolovoza 2019.